# Joscha Kiefer
Joscha Kiefer (Müllheim, Baden-Württemberg, Alemania; 8 de diciembre de 1982) es un actor alemán, más conocido por haber interpretado a Sebastian von Lahnstein en Verbotene Liebe y actualmente por dar vida a Dominik Morgenstern en la serie SOKO 5113. 

## Biografía
Después de salir juntos por tres años, Joscha se casó con la actriz Kristina Dörfer en diciembre de 2012. Tienen dos hijas: Julie Marie Kiefer (septiembre de 2010) y Lilly Kiefer (2013).

## Carrera
En 2004 apareció en el video musical "Wer bist du?" de T. Raumschmiere. El 26 de noviembre de 2007, se unió al elenco principal de la serie Verbotene Liebe, donde interpretó a Sebastian von Lahnstein hasta 2009.
En 2010 se unió al elenco principal de la popular serie policíaca alemana SOKO 5113, donde da vida al detective Dominik Morgenstern hasta ahora.

## Filmografía

### Series de televisión
| Año             | Serie                                   | Personaje               | Notas                                  |
| --------------- | --------------------------------------- | ----------------------- | -------------------------------------- |
| 2010 - presente | SOKO 5113                               | Dominik Morgenstern     | 108 episodios                          |
| 2015            | Inga Lindström                          | Lennart Sonderblom      | episodio "Die Kinder meiner Schwester" |
| 2014            | Nobbie Vazquez                          | Raimund Almer Junior    | -                                      |
| 2013            | SOKO: Der Prozess                       | Dominik Morgenstern     | episodio "Väter und Söhne"             |
| 2013            | Um Himmels Willen                       | Till Thalbach           | episodio "Kleines Genie"               |
| 2012            | Heiter bis tödlich - Hubert und Staller | Mario Pichler           | episodio "Feuer und Flamme"            |
| 2007 - 2009     | Verbotene Liebe                         | Sebastian von Lahnstein | 341 episodios                          |

### Películas
| Año  | Título | Personaje | Notas                                                                     |
| ---- | ------ | --------- | ------------------------------------------------------------------------- |
| 2009 | Locked | Daniel    | junto a Jannik Büddig, Nikola Kastner, Ulas Kilic, Mirko Lang & Max Mauff |

### Teatro
| Año  | Obra                    | Teatro             |
| ---- | ----------------------- | ------------------ |
| 2006 | Die Kleinbürgerhochzeit | -                  |
| 2006 | Der nackte Wahnsinn     | Theater im Olgaeck |
| 2005 | Vorstadtträume          | -                  |
| 2004 | Fuchsquartett           | -                  |